# Can You Beat It? (film 1915)
Can You Beat It? (o You Can't Beat It) è un cortometraggio muto del 1915 diretto da Louis Chaudet. Il film ha come interprete Constance Talmadge affiancata da William Parsons, un popolare attore comico dell'epoca.

## Produzione
Il film fu prodotto da David Horsley per la MinA Film Company, una piccola casa di produzione che in due anni di attività, dal 1914 al 1916, produsse poco più di sessanta pellicole.

## Distribuzione
Distribuito dalla General Film Company, il film - un cortometraggio in una bobina - uscì nelle sale USA il 20 ottobre 1915.